# Lucienne Legrand
Lucienne Legrand (* 18. Juli 1920 in Douai; † 19. Oktober 2022 in Nogent-le-Rotrou) war eine französische Schauspielerin.

## Leben
Legrand debütierte 1944 in Maurice Tourneurs Mamsell Bonaparte. Es folgen weitere kleine Rollen, so unter anderem in Ich suche ein Abenteuer (1944) und Kinder des Olymp (1943/45). Ihre erste große Rolle war die Hélène in L’Inconnu d’un soir (1949), einem Film von Hervé Bromberger und Max Neufeld. In Ungarische Rhapsodie spielte sie 1954 an der Seite von Paul Hubschmid (als Franz Liszt) die Maria Pawlowna. Weitere größere Rollen hatte sie neben Georges Marchal als Kaiserin im Kostümfilm La Contessa di Castiglione (1955) und als Virginie in Der Graf von Orly (1955). Es folgen kleinere Rollen neben Jean Gabin in Die Nacht bricht an (1957), als Vermieterin neben Jeanne Moreau in Philippe de Brocas Chère Louise, als Catherine Deneuves Salon-Kundin in Jacques Demys Die Umstandshose (1973), als Claude Jades Mutter in Denys de La Patellières Der Abbé und die Liebe (1973), als Buchhändlerin neben Lino Ventura in Ich – die Nummer eins (1973), in Vincent, François, Paul und die anderen, Das Urteil, Eine einfache Geschichte und Stavisky.
Neben diesen kleinen Rollen trat sie auch zwischenzeitlich als Jean-Luc Mourraits alias Gérard Hérolds Haushälterin Jacqueline Perrier in der ARD-Serie Lindenstraße auf. Zu jener Zeit, 1989, war sie auch als Baronin in Jochen Richters Selbstfindungsdrama Der lange Sommer zu sehen.

## Filmografie (Auswahl)
- 1943/45: Kinder des Olymp (Les enfants du paradis)
- 1953: Die Abenteuer der drei Musketiere (Les 3 mousquetaires)
- 1953: Liebe im Kreise (Rue de l’Estrapade)
- 1954: Der Graf und die drei Musketiere (Le vicomte de Bragelonne)
- 1954: Ungarische Rhapsodie; auch: Franz Liszts große Liebe
- 1955: Der Graf von Orly (Milord l‘assouille)
- 1955: Frou-Frou, die Pariserin (Frou-Frou)
- 1957: Die Nacht bricht an (Le rouge est mis)
- 1972: Die Affaire (Chère Louise)
- 1972: César und Rosalie (César et Rosalie)
- 1973: Mach’s gut, Nicolas (Salut, l’artiste)
- 1973: Le Magnifique – ich bin der Größte (Le Magnifique)
- 1973: Der Abbé und die Liebe (Prêtres interdits)
- 1973: Le Train – Nur ein Hauch von Glück (Le Train)
- 1973: Ich – die Nummer eins (Le silencieux)
- 1973: Die Umstandshose (L’Événement le plus important depuis que l’homme a marché sur la lune)
- 1973: Durch Paris mit Ach und Krach (Elle court, elle court la banlieue)
- 1973: Der Schocker (Traitement de choc)
- 1974: Das Urteil (Le verdict)
- 1974: Stavisky
- 1974: Jet Set
- 1975: Das Kätzchen (Le téléphone rose)
- 1976: Mado
- 1976: Die Herren Dracula (Dracula père et fils)
- 1977: Die Spitzenklöpplerin (La dentellière)
- 1977: Madame Claude und ihre Gazellen (Madame Claude)
- 1978: Der Sanfte mit den schnellen Beinen (La carapate)
- 1978: Eine einfache Geschichte
- 1979: Edouard, der Herzensbrecher (Le cavaleur)
- 1982: La Boum 2 – Die Fete geht weiter (La Boum 2)
- 1989: Der lange Sommer
- 1990: Lindenstraße (TV-Serie, eine Folge)
- 1997: 9½ Wochen in Paris (Love in Paris)